# Intersticijski atom
Interstícijski atóm ali vrívni atom je vrsta točkaste napake kristalne mreže. To so atomi, ki ne zasedajo mrežnega mesta v kristalni mreži, temveč se vrinejo v vrzeli ali intersticije, ki so v idealni kristalni mreži prazne. Razlikujemo lastne vrivne atome ter tuje vrivne atome. Če so tuji atomi navzoči, ne da bi jih namerno dodali, jih imenujemo nečistoče. Namerno dodani atomi nekega elementa so zlitinski elementi. Najbolj znan primer je ogljik v jeklih.
Ker imajo atomi obliko, ki je podobna okrogli, jih ne moremo razporediti tako, da bi popolnoma zapolnili ves prostor. Tudi v najbolj gosto zasedenih kristalnih zgradbah (ploskovno centrirani kubični - PCK in heksagonalni gosto zloženi - HGZ) je še vedno okoli 26 % prostora nezasedenega. Največje nezasedene prostore imenujemo vrzeli ali intersticije. Glede na to, koliko atomov obdaja vrzel ločimo:
- tetraedrske vrzeli: okoli vrzeli so štirje atomi in
- oktaedrske vrzeli: okoli vrzeli je šest atomov.

V vsakem primeru so vrzeli precej manjše od atomov. V PCK kristalni zgradbi je velikost oktaedrske vrzeli 41,4 % velikosti atoma, velikost tetraedrske vrzeli pa 22,4 %. Zato vsak atom (razen vodika), ki se vrine v vrzel, povzroči v svoji okolici napetosti.

## Lastni intersticijski ali vrivni atom
Prazni prostori med atomi, ki so v idealni kristalni mreži nezasedeni: vrzeli ali intersticije, so dosti manjši od osnovnih atomov. Zato lastni intersticijski atom močno popači kristalno mrežo v svoji okolici. Posledično je aktivacijska energija za nastanek lastnega intersticijskega atoma zelo veliko in v kovinah je v ravnotežju zelo malo lastnih intersticijskih atomov. Mnogo več lastnih intersticijskih atomov lahko ustvarimo, če kovine in tudi druge snovi obstreljujemo s hitrimi ioni ali nevtroni, nastajajo pa tudi pri plastični deformaciji. Vendar so ti intersticijski atomi neravnotežni, zato jih odpravimo, če žarimo materiale pri temperaturah, ko je difuzija dovolj velika.
V bolj odprtih kristalnih strukturah nekovinskih kristalov je tudi ravnotežna koncentracija lastnih intersticijskih atomov precej velika.

## Tuji intersticijski ali vrivni atomi
Tuji atomi zasedejo vrzeli v kristalni mreži, kadar njihov premer ne presega 60 % premera osnove atoma. Če so večji, zamenjajo atome osnove na mrežnih mestih; take atome imenujemo substitucijski atomi.
Pri izdelavi čistih kovin je vsak tuj atom nečistoča, zato želimo njihovo koncentracijo čim bolj zmanjšati. Po drugi strani pa pri legiranju kovin določene elemente namerno dodajamo, da dosežemo zaželene lastnosti - to so legirni ali zlitinski elementi. V trdnem stanju so atomi osnovne kovine in legirnega elementa pomešani med seboj. To zmes imenujemo trdna raztopina, ki je v primeru dodatka intersticijskih atomov: intersticijska trdna raztopina.
Večina intersticijskih atomov je večja od velikosti vrzeli, zato v svoji okolici povročajo premik atomov iz ravnotežnih položajev in s tem pojav elastičnih napetosti. Čim večji je intersticijski atom, tem večje so napetosti in tem manjša je njegova topnost v osnovni kovini. Topnost intersticijskih (in tudi substitucijskih) atomov v osnovni kovini se navadno povečuje s temperaturo. Zgled: v gama-železu (ploskovno centrirana kubična kristalna zgradba) je topnost ogljika pri 727 °C 0,77 %, pri 1147 °C pa 2,14 %. V alfa-železu (telesno centrirana kubična kristalna zgradba) so vrzeli precej manjše kot v gama-železu, zato je topnost ogljika v njem pri 727 °C le 0,022 % (Fazni diagram Fe-Fe3C).
Pri dovolj visokih temperaturah lahko intersticijski atomi preskakujejo iz vrzeli v vrzel. Pojav imenujemo intersticijska difuzija.